# 西伊萨峡湾县
西伊萨峡湾县是冰岛的一个旧县，位于西峡湾区。主要城市有伊萨菲厄泽。